# Eagle (pénzegység)

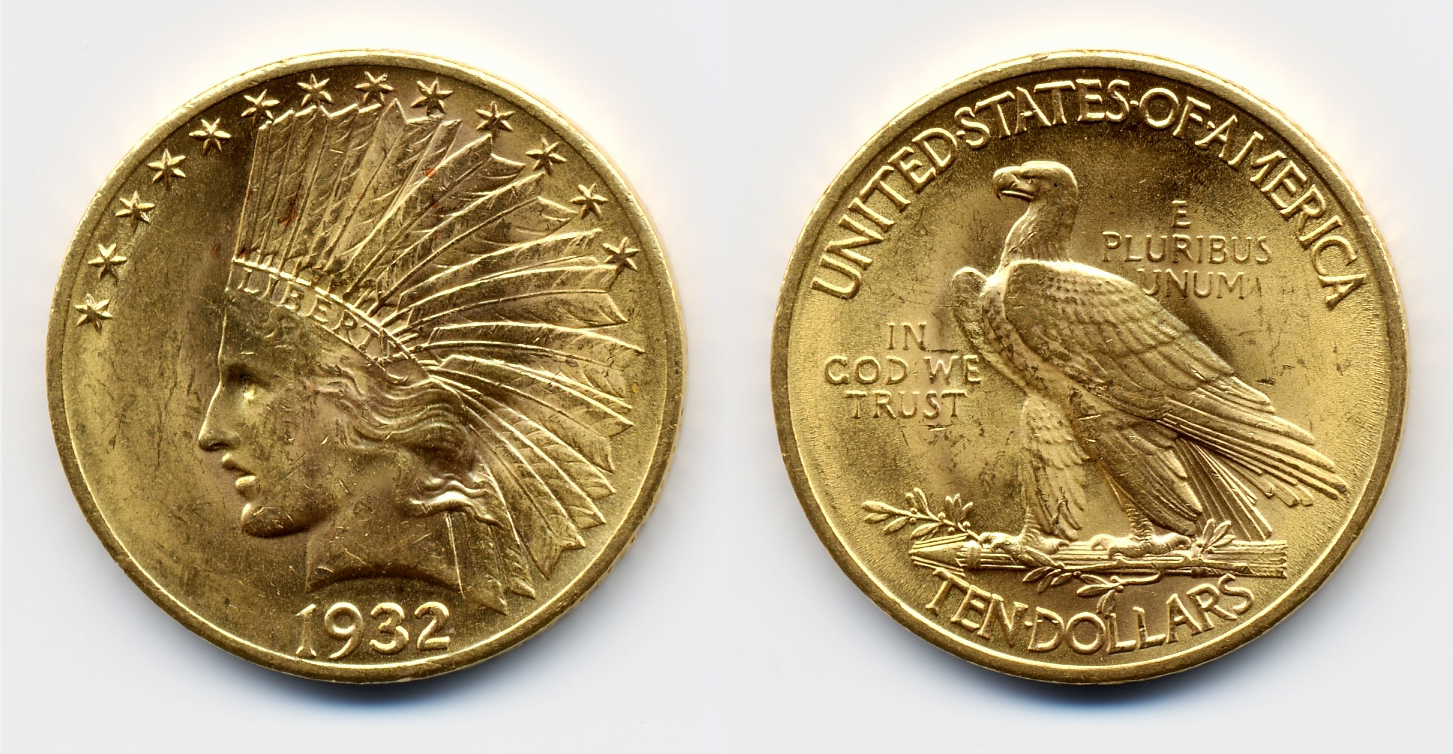
1 eagle, 1932, tervező: Augustus Saint-Gaudens

Az eagle az Amerikai Egyesült Államok egyik pénzegysége volt, melyből kizárólag aranypénzek kerültek forgalomba. Az eagle volt a legnagyobb az 1933 előtti tízes alapú amerikai pénzrendszer címletei közül, ekkor az aranypénzeket végleg kivonták a forgalomból. A négy pénzegység a következő volt: cent, dime (10 cent), dollár (10 dime) és eagle (10 dollár). A kaliforniai aranyláz idején tervezték egy még nagyobb egység, a union bevezetését is, erre végül mégsem került sor. Az eagle pénzegységet a következő címleteken használták: negyed eagle (quarter eagle = 2½ dollár), fél eagle (half eagle = 5 dollár), eagle (10 dollár) és két eagle (double-eagle = 20 dollár).